# Codice della navigazione italiano
Il codice della navigazione italiano regolamenta e disciplina la navigazione, marittima, interna ed aerea, nelle acque territoriali e nello spazio aereo sotto la sovranità della Repubblica Italiana. 
Le funzioni di polizia e vigilanza per le attività marittime sono esercitate dalla Guardia di Finanza - sezione Aeronavale (unica forza di polizia in mare dal 2017) e dall'Ente nazionale per l'aviazione civile per le attività aeree.

## Storia
L'attuale codice della navigazione venne approvato con il Regio decreto 30 marzo 1942, n. 327 ed entrò in vigore il 17 aprile dello stesso anno.
In esso equivale il principio della deroga di una legge speciale anteriore a una legge ordinaria successiva; questo comporta che le norme relative alla navigazione venivano trattate con un regime di specialità e che prevalgono nei confronti di disposizioni del codice civile. 
Solo nel 1957 Michele Fragali sistematizzò in forma definitiva l'intera materia curando per la casa editrice Giuffrè il Codice della navigazione.
In attuazione dell'ultimo articolo, l'art. 1331, sono poi stati emanati dal Governo il Regolamento per la navigazione interna (D.P.R. 28 giugno 1949, n. 631) ed il Regolamento per la navigazione marittima (D.P.R. 15 febbraio 1952, n. 328).
Il codice della navigazione è stato da ultimo incisivamente modificato, per la parte aerea, dal decreto legislativo 9 maggio 2005 n. 96 e dal decreto legislativo 5 marzo 2006 n.151.

## Struttura
Il codice è diviso in disposizioni preliminari (artt. 1-14) e 4 parti, nello specifico: 
1. Navigazione marittima e interna (artt. 15-686);
2. Navigazione aerea (artt. 687-1079);
3. Disposizioni penali e disciplinari (artt. 1080-1265);
4. Disposizioni transitorie e complementari (artt. 1266-1331).